# هيرومو تاكاهاشي
هيرومو تاكاهاشي (باليابانية: 高橋ヒロム؛ بالكانا: たかはし ひろむ) هو مصارع محترف ياباني، ولد في 4 ديسمبر 1989 في هاتشيؤوجي في اليابان.

## روابط خارجية
- هيرومو تاكاهاشي على موقع CageMatch worker (الإنجليزية)
- هيرومو تاكاهاشي على موقع قاعدة بيانات المصارعة على الإنترنت (الإنجليزية)